# Karol Dziuba
Karol Dziuba (ur. 26 maja 1991 w Mikołowie) – polski aktor filmowy, telewizyjny, teatralny i dubbingowy.

## Życiorys
W 2015 ukończył studia w Akademii Teatralnej im. Aleksandra Zelwerowicza w Warszawie. Tego samego roku, został aktorem warszawskiego Teatru Narodowego. Popularność na szklanym ekranie przyniosły mu role w serialach O mnie się nie martw i Zawsze warto. W 2019 wystąpił w roli Harnasia w pierwszej fabularnej reklamie promocyjnej piwa koncernu Carlsberg.
W 2020 wziął udział w trzynastej edycji programu rozrywkowego Twoja twarz brzmi znajomo, emitowanego w telewizji Polsat.

## Życie prywatne
9 sierpnia 2014 poślubił aktorkę Milenę Suszyńską. Para ma syna Gustawa.

## Filmografia
na podstawie źródła:
- 2014–2020: O mnie się nie martw jako Tomasz Podhalski
- 2014: Czas honoru. Powstanie jako stójkowy Niemiec (odc. 2)
- 2016: Bodo jako aktor (odc. 6, 11)
- 2017: Lekarze na start jako Michał, chłopak Marzeny
- 2017: Gwiazdy jako Jerzy Gorgoń
- 2017: Druga szansa jako gitarzysta na castingu (odc. 3, sezon IV)
- 2019–2020: Zawsze warto jako Jerzy Zajdel
- 2019: Całe szczęście jako surfer „Gero”
- 2020: Zenek jako Ryszard Warot, klawiszowiec Akcentu
- 2020: Korona królów jako Ulrich von Jungingen
- 2021: Ojciec Mateusz jako Adam Dormut (odc. 318, 326)
- 2021: Gra na maksa jako monter Oliwier (odc. 2)
- 2021: Bo we mnie jest seks jako górnik
- 2021: Barwy szczęścia jako rehabilitant (odc. 2511)
- 2022: Stulecie Winnych jako Wojtek Nowak
- 2022: Pod wiatr jako Janek
- 2023: Przyjaciółki jako barber Dawid
- 2023: Rodzina na Maxa jako Darek
- 2023: Polowanie na ćmy jako Ustroński
- 2023: Korona królów. Jagiellonowie jako Mścisław Awdaniec
- 2023: Dewajtis jako Marek Czertwan
- 2024: Sami swoi. Początek jako Władysław Kargul
- 2024: Czerwone maki jako Feliks Konarski, żołnierz i pisarz[9]

## Polski dubbing
- 2015: Gwiezdne wojny: Przebudzenie Mocy
- 2015: Kraina jutra
- 2015: Kopciuszek
- 2016: Alicja po drugiej stronie lustra
- 2016: Doktor Strange
- 2016: Kapitan Ameryka: Wojna bohaterów
- 2017: Spider-Man: Homecoming – Jackson Brice / Shocker
- 2017: Piraci z Karaibów: Zemsta Salazara
- 2017: Gwiezdne wojny: Ostatni Jedi
- 2018: Czarna Pantera
- 2018: Ant-Man i Osa
- 2018: Robin Hood: Początek
- 2018: Bumblebee
- 2018: Dziadek do orzechów i cztery królestwa
- 2019: Aladyn
- 2021: Falcon i Ziomowy Żołnierz – John Walker